# Kálid Artúr
Kálid Artúr (korábban Békési vagy Békési-Kálid, hivatalos iratokban Winkler, Budapest, 1970. augusztus 14. –) magyar színész, szinkronszínész.

## Élete és pályafutása
Állami gondozásban nőtt fel Berkeszen, család nélkül. Születésekor a Majoros családnevet kapta, majd 18 éves korától Békésinek hívták. Apja bissau-guineai származású. Egy arab család szerette volna örökbe fogadni, végül mégsem került hozzájuk, de tőlük kapta a Kálid (Khaled) családnevet. Azóta találkozott már az édesapjával is, aki Afrikában él. Budapesten Winkler Barnabás vette a gondjaiba, ezért hálából felvette a férfi vezetéknevét (ezt használja a hivatalos irataiban).
Az 1988-as Ki mit tud?-on versmondásaiért jutalmazták. A versenyre a kisvárdai Bessenyei György Gimnázium tanárai nevezték be.
1989-től a Színház- és Filmművészeti Főiskolára járt, ott ismerte meg feleségét, Murányi Tündét. Együtt játszották el a Trisztán és Izolda címszerepeit. Fellépett még Az ember tragédiájában is Ádám szerepében, a Padlásban mint révész, a S.Ö.R.-ben, a G.Ö.R.C.S.-ben, a Rocky Horror Show-ban. 1993-ban végzett a Főiskolán. 1991-től a Vígszínház tagja, 1997-től pedig szabadúszó színész. 1996-ban Souvenir-díjat kapott. Főképp színházban játszik, gyakran szinkronizál is, ebben a szakmában a legfoglalkoztatottabb színészek közé tartozik. 2024-től feleségével a Klubrádió műsorvezetője..

## Színpadi szerepei

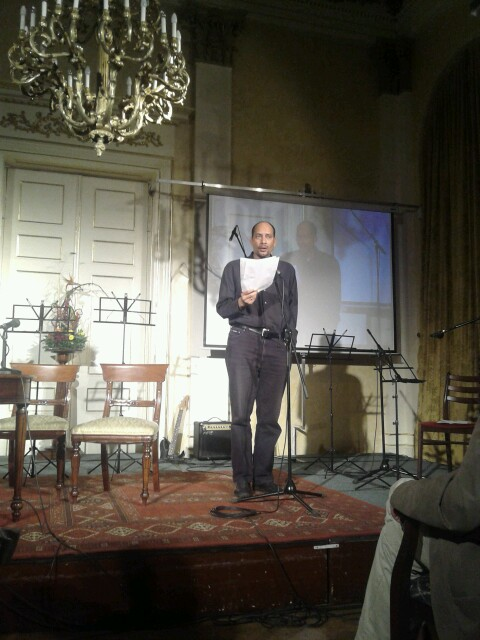
Szervác József versét szavalva

- Alekszandr Nyikolajevics Osztrovszkij: Vihar... Kuligin
- Orton: Amit a lakáj látott (a kulcslyukon át)... Nicholas Beckett
- Stanisław Wyspiański: Akropolisz
- Michel de Ghelderode: Bolondok iskolája
- Lars von Trier–Christian Lollike: Dogville
- Friedrich Schiller: Don Carlos... Alba
- Karinthy Ferenc: Duna-kanyar... Vendég
- Madách Imre: Az ember tragédiája... Ádám
- Friedrich Hölderlin: Empedoklész... Empedoklész
- Friedrich Schiller: Haramiák (Banditák)... Schwarz
- Esterházy Péter: Harminchárom változat Haydn-koponyára... Herceg
- Babits Mihály: A második ének
- Carlo Goldoni: A legyező... Crespino
- Jean Genet: Négerek... Saint Nazare Városa
- Békés Pál: Össztánc
- Presser Gábor–Sztevanovity Dusán: A padlás... Barrabás
- Maurice Maeterlinck: Pelléas és Mélisande... Pelléas
- Piaf Piaf... Tolvaj, Theo Sarapo
- Szophoklész: Antigoné
- Richard O'Brien: Rocky Horror Show
- William Shakespeare: Szentivánéji álom... Oberon
- Conor McPherson: Tengeren... Mr. Lockhart
- Ray Rigby: A domb... Bocumbo
- Dés László–Geszti Péter–Békés Pál: A dzsungel könyve... Sir Kán
- Molnár Ferenc: Előjáték a Lear királyhoz... Dr. Ernő, tanár
- Spiró György: Csirkefej: tragédia egy részben...tanár
- Alexandre de la Patellière: Hogyan nevezzelek?...Pierre
- Dettre Gábor: Emigránsok
- Anton Pavlovics Csehov: Sirály...Borisz Alekszejevics Trigorin, író
- Paul Portner: Hajmeresztő...Edward Lawrence, régiségkereskedő
- Jaj, Istenem!...Isten
- Lőrinczy Attila: Balta a fejbe...Szenes, második bérgyilkos
- George Gershwin: Porgy és Bess...Nyomozó
- Szerb Antal: Utas és holdvilág...Perzsa
- Cziczó Attila: Dzson Meklén vagyok...Olivér

## Filmjei

### Játékfilmek
- Sztracsatella (1996)
- Film (2000)
- A szent Lőrinc folyó lazacai (2003)
- A boldogság színe (2003)
- Szanaszét (2003)
- Vakfolt (2014)
- A tökéletes gyilkos (2016)
- A másik érintése (2023)
- Éger (2023)

### Tévéfilmek
- Angyalbőrben (1988)
- A férfi, aki virágot hord a szájában (1989)
- Szabadság tér '56 (1994)
- Istálló (1995)
- Üstökös (1998)
- Ábel Amerikában (1998)
- Mária, Jézus anyja 1-2. (1999)
- Millenniumi mesék (2000)
- Pasik! (2000)
- Tűzvonalban (2008)
- Az elnök végveszélyben (2013)
- Szérum (2015)
- Candide kalandjai (2018)
- Barátok közt (2021)
- A tanár (2021)
- Drága örökösök – A visszatérés (2023)

## Szinkron

### Sorozat szinkronszerepei
| Magyar cím                         | Eredeti cím                  | Szerep                       | Eredeti színész          |
| ---------------------------------- | ---------------------------- | ---------------------------- | ------------------------ |
| Egy rém rendes család              | Married… with Children       | Steve Rhoades                | David Garrison           |
| NCIS: Los Angeles                  | NCIS: Los Angeles            | Sam Hannah                   | LL Cool J                |
| Spartacus: Vér és homok            | Spartacus: Blood and Sand    | Doctore/Oenomaus             | Peter Mensah             |
| Sherlock                           | Sherlock                     | Mycroft Holmes               | Mark Gatiss              |
| Sliders                            | Sliders                      | Rembrandt Brown              | Cleavant Derricks        |
| Rosewood                           | Rosewood                     | Beaumont Rosewood            | Morris Chesnut           |
| Rejtjelek                          | Blindspot                    | Kurt Weller                  | Sullivan Stapleton       |
| Őrangyalok                         | Noi siamo angeli             | Joe \ Zaccaria atya          | Philip Michael Thomas    |
| The Walking Dead                   | The Walking Dead             | Bob Stookey                  | Larry Gilliard           |
| 24                                 | 24                           | Wayne Palmer                 | D. B. Woodside           |
| Halálos fegyver                    | Lethal Weapon                | Roger Murtaugh               | Damon Wayans             |
| Légió                              | Legion                       | Dr. Poole                    | Scott Lawrence           |
| Lucifer az Újvilágban              | Lucifer                      | Amenadiel                    | D. B. Woodside           |
| A S.H.I.E.L.D. ügynökei            | Agents of S.H.I.E.L.D        | Alphonso Mackenzie           | Henry Simmons            |
| A visszatérők                      | The 100                      | Thelonious                   | Isaiah Washington        |
| Hap and Leonard                    | Hap and Leonard              | Leonard                      | Michael Kenneth Williams |
| True Detective – A törvény nevében | True Detective               | Rustin 'Rust' Cohle          | Matthew McConaughey      |
| Doktor Addison                     | Private Practice             | Dr. Sam Bennett              | Taye Diggs               |
| Az Álmosvölgy legendája            | Sleepy Hollow                | Frank Irving                 | Orlando Jones            |
| Hazug                              | Liar                         | Andrew                       | Ioan Gruffudd            |
| Sentinel - Az őrszem               | Sentinel                     | Simon Banks                  | Burt A. Young            |
| Miami Vice                         | Miami Vice                   | Ricco Tubbs                  | Philip Michael Thomas    |
| A játékos - Fogadás életre halálra | The Player                   | Mr. Johnson                  | Wesley Snipes            |
| Harcos                             | Warrior                      | Walter Buckley               | Langley Kirkwood         |
| Paula és Paulina                   | La usurpadora                | Luciano Alcántara            | Mario Cimarro            |
| A Korona                           | The Crown                    | Fülöp                        | Matt Smith               |
| The Gifted - Kiválasztottak        | The Gifted                   | Jace Turner                  | Coby Bell                |
| Androméda                          | Gene Roddenberry’s Andromeda | Tyr Anasazi                  | Keith Hamilton Cobb      |
| Túlélőpár-baj                      | Dual Survival                | Matt Graham                  | Matt Graham              |
| A nagy pénzrablás                  | La casa de papel             | Andrés de Fonollosa (Berlin) | Pedro Alonso             |
| Obi-Wan Kenobi                     | Obi-Wan Kenobi               | Főinkvizítor                 | Rupert Friend            |
| Sárkányok háza                     | House of the Dragon          | I. Viserys                   | Paddy Considine          |
| Luther 1.2. évad                   | Luther                       | Luther                       | Idris Elba               |
| Kiút                               | From                         | Boyd Stevens                 | Harold Perrineau         |

### Film szinkronszerepei
| Magyar cím                                      | Eredeti cím                                       | Szerep              | Eredeti színész    |
| ----------------------------------------------- | ------------------------------------------------- | ------------------- | ------------------ |
| A csodálatos Pókember 2. Pókember: Nincs hazaút | The Amazing Spider-Man 2. Spider-Man: No Way Home | Elektro/Max Dillon  | Jamie Foxx         |
| A Föld után                                     | After Earth                                       | Cypher Raige        | Will Smith         |
| A Salemi boszorkányok                           | The Crucible                                      | John Proctor        | Daniel Day-Lewis   |
| Bad Boys 2. – Már megint a rosszfiúk            | Bad Boys II                                       | Mike Lowrey         | Will Smith         |
| Cannibal Holocaust                              | Cannibal Holocaust                                | Jack Anders         | Perry Pirkanen     |
| Django elszabadul                               | Django Unchained                                  | Django              | Jamie Foxx         |
| Én, a robot                                     | I, Robot                                          | Del Spooner         | Will Smith         |
| Halálos iramban: Ötödik sebesség                | Fast five                                         | Roman Pearce        | Tyrese Gibson      |
| Halálos iramban 6.                              | The Fast & the Furious 6                          | Roman Pearce        | Tyrese Gibson      |
| Halálos iramban 7.                              | Furious 7                                         | Roman Pearce        | Tyrese Gibson      |
| Kényszerleszállás                               | Flight                                            | Whip Whitaker       | Denzel Washington  |
| Kiképzés                                        | Training Day                                      | Alonzo Harris       | Denzel Washington  |
| Legenda vagyok                                  | I Am Legend                                       | Robert Neville      | Will Smith         |
| Men in Black – Sötét zsaruk 3.                  | Men in Black III                                  | J ügynök            | Will Smith         |
| Superman: A rajzfilmsorozat                     | Superman: The Animated Series                     | Superman/Clark Kent | Tim Daly           |
| A Feláldozhatók 3                               | The Expendables                                   | Doki (Doktor halál) | Wesley Snipes      |
| Die Hard - Az élet mindig drága                 | Die Hard: With a Vengeance                        | Zeus Carver         | Samuel L. Jackson  |
| Alkonyat - Hajnalhasadás                        | The Twilight Saga: Breaking Dawn                  | Charlie Swan        | Billy Burke        |
| Az űzött vad                                    | I’ll Sleep When I’m Dead                          | Will Graham         | Clive Owen         |
| Gosford park                                    | Gosford park                                      | Robert Parks        | Clive Owen         |
| Rocky                                           | Rocky                                             | Rocky Balboa        | John G. Avildsen   |
| Rocky II.                                       | Rocky II                                          | Rocky Balboa        | Sylvester Stallone |
| Rocky III.                                      | Rocky III                                         | Rocky Balboa        | Sylvester Stallone |
| Rocky IV.                                       | Rocky IV                                          | Rocky Balboa        | Sylvester Stallone |
| Rocky V.                                        | Rocky V                                           | Rocky Balboa        | Sylvester Stallone |
| Marvel filmek                                   | Marvel movies                                     | Happy Hogan         | Jon Favreau        |
| Riddick - A sötétség krónikája                  | The Chronicles of Riddick                         | Richard B. Riddick  | Vin Diesel         |
| Riddick (2013)                                  | Riddick                                           | Richard B. Riddick  | Vin Diesel         |
| Pitch Black - 22 évente sötétség                | Pitch Black                                       | Richard B. Riddick  | Vin Diesel         |
| Rob Roy                                         | Rob Roy                                           | Alasdair            | Brian McCardie     |
| Tiszta románc                                   | True Romance                                      | Drexl Spivey        | Gary Oldman        |
| Torta                                           | Layer Cake                                        | XXXX                | Daniel Craig       |
| Halálkanyar                                     | U Turn                                            | Bobby Cooper        | Sean Penn          |
| Szigorúan bizalmas                              | L.A Confidential                                  | Wendell Bud White   | Russell Crowe      |
| Amerikai bérgyilkosnő                           | Montana                                           | Nicholas Nick Roth  | Stanley Tucci      |
| Első látásra                                    | At First Sight                                    | Virgil Adamson      | Val Kilmer         |
| Kutyám, Skip                                    | My Dog Skip                                       | Dink Jenkins        | Luke Wilson        |
| Csillagközi Terror                              | Assault on Domm 4                                 | Alex Windham        | Bruce Campbell     |
| Sharpe kardja                                   | Sharpe's Sword                                    | Spears              | James Purefoy      |
| Rossz hold                                      | Bad Moon                                          | Ted                 | Michael Paré       |

### Videójáték szinkronszerepei
| Cím       | Szerep      | A szinkronizált színész |
| --------- | ----------- | ----------------------- |
| Sine Mora | Argus Pytel | –                       |

## Díjai
- Gedeon József Amfiteátrum díj (2024)[7]
- Hollósi Frigyes-díj (2024)[8]

## CD-k, hangoskönyvek
- Beatrix Potter: Nyúl Péter és barátai